# Chiesa di San Nicola di Bari (Villa Santa Maria)
La chiesa di San Nicola di Bari è una chiesa di Villa Santa Maria, in provincia di Chieti e arcidiocesi di Chieti-Vasto.

## Storia

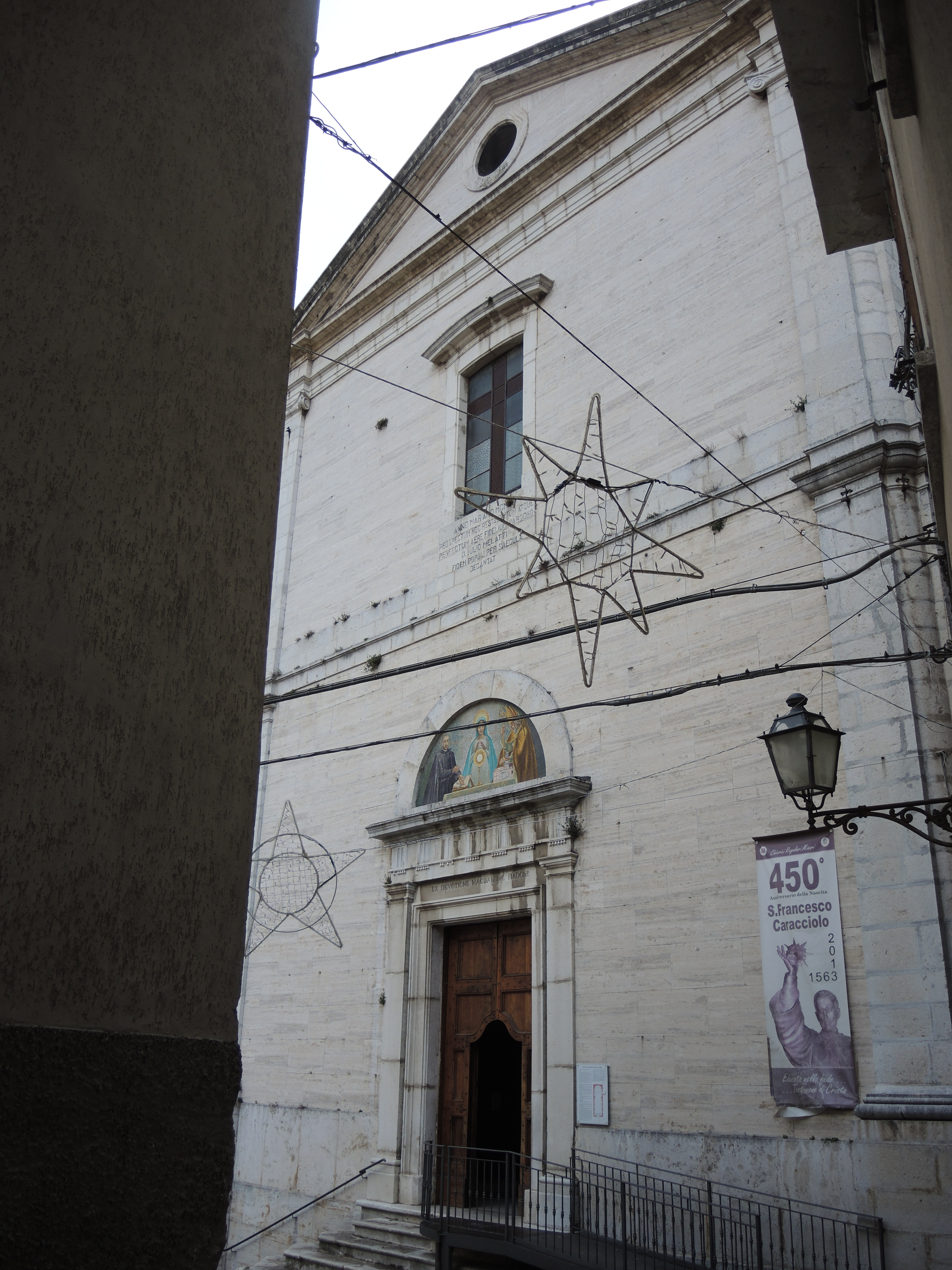
Facciata

La chiesa viene realizzata antecedentemente al 1816, epoca in cui venne restaurata in stile romanico. L'interno è stato più volte rimaneggiato e dell'antico stile romanico dell'interno non rimane nulla, ora l'interno è in stile barocco. Il restauro terminò nel 1826, quando fu celebrata la prima messa da Stanislao Di Lello, committente del restauro. La data del restauro è incisa sul fianco sinistro della chiesa. Lo storico Gaetano Sabatini asserisce che l'autore del restauro è Giacomo Torrese di Canosa Sannita, autore del santuario della Madonna dei Miracoli a Casalbordino.

Il grande affresco sulla volta della navata, la cantoria (ove vi è l'organo e il campanile sembrano essere relativi al rimaneggiamento dell'Ottocento.
Agli inizi del XX secolo così come dopo la seconda guerra mondiale si restaurarono le coperture della chiesa. Il 29 settembre 1958 il Provveditorato alle Opere pubbliche comunicava al parroco che avrebbe finanziato con due milioni di lire il restauro della chiesa. Tuttavia, successivamente, lo stesso parroco, a partire dal 1960, chiese a privati, banche ed enti pubblici altri finanziamenti per altri restauri e nel 1961 il Comune concesse 250.000 lire, chieste di nuovo dal parroco, per l'esercizio delle funzioni per l'anno seguente.
A gennaio 2021 crolla parte del tetto della chiesa.

## Struttura

### L'esterno

#### La facciata e la tettoia
La facciata, è in stile romanico classico (1953-'54), per ordine di don Giulio Melatti (arciprete), dopo il restauro di questa parrocchiale. Il progetto è stato realizzato dall'architetto Armando Sabatini (professore di Educazione artistica alla scuola media di Villa Santa Maria), mentre la direzione artistica fu del geometra Domenico Nardizzi, la facciata è edificata in travertino delle Marche. Sopra l'ingresso è stata posta una lunetta in mosaico policromo raffigurante l'Eucaristia. Al centro vi è la Madonna sembiante la Madonna in Basilica, ai lati vi sono 2 santi venerati a Villa Santa Maria: San Francesco Caracciolo e San Nicola di Bari, il patrono di Villa Santa Maria, nell'atto di protezione della parrocchia stessa.
La facciata termina in alto con un timpano triangolare, al cui interno vi è una finestella a forma di oblò.
La tettoia è a doppio spiovente in tegole creante una facciata a capanna.
Sopra l'abside vi è un tamburo ottagonale con tettoia a otto spicchi rivestiti anch'essi da tegole.

#### Il campanile
Al lato destro di chi guarda la facciata è la torre campanaria con tetto in stile romanico-barocco.
Il campanile è in pietra locale e mattoni a cornice sugli angoli.
Sotto la cella campanaria vi è un ornamento a triglifi alternati a metope a medaglioni, sopra di esso vi è una cornice marcapiano che separa questa zona da un'edicola ottagonale. Sotto la cella campanaria vi è un'altra cornice marcapiano.
In una loggia vi sono otto campane a funzionamento elettrico, di cui cinque hanno la funzione di carillon e suona-ore per l'orologio, le altre tre hanno la funzione di richiamare i fedeli alle funzioni religiose. La più antica è del XVIII secolo, la campana madre è del 1864, mentre la campana più piccola venne aggiunta nel 1930 per ricordare l'acquisto da parte della parrocchia di un'ala della casa Caracciolo per realizzarvi un asilo infantile.
Sul lato parallelo alla facciata vi è un orologio.
La copertura della torre campanaria è a cupola. In cima alla tettoia vi è una bandiera segnavento.

### L'interno
La chiesa è navata unica.

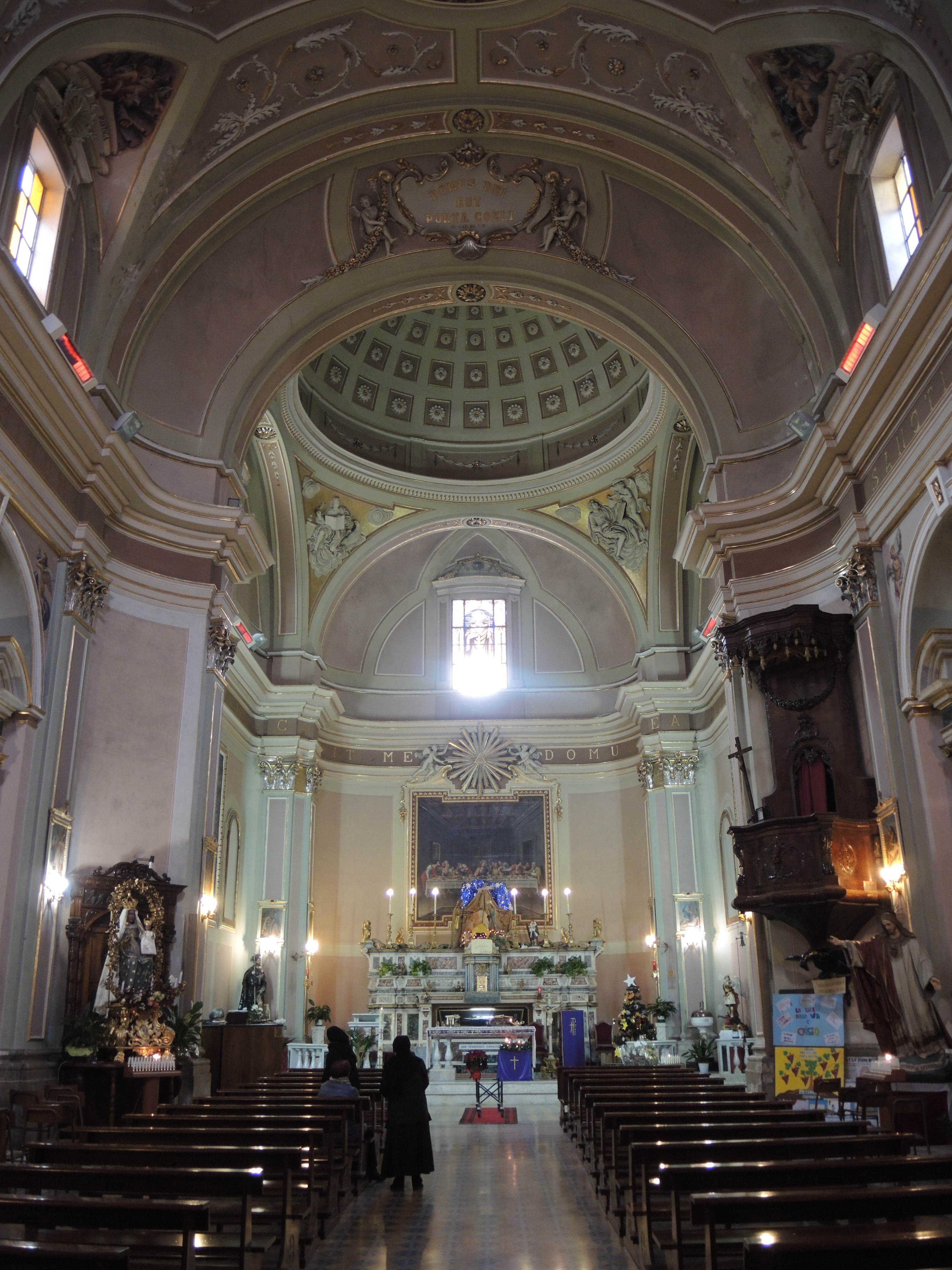
Interno

Il soffitto è con volta a botte e cupola (presso l'abside). Detto spazio presenta sul fronte, dietro il presbiterio, un'abside e ai due lati due stretti ambiti con volte a botte, quasi a definire un accenno di transetto.
Ai lati della navata vi sono tre cappelle per lato.
Le cappelle a sinistra sono dedicata alla Madonna del Carmine, alla Madonna Addolorata e all'Incoronata, mentre quelle a destra sono dedicate a Santa Lucia, a Santa Rita da Cascia, ma anticamente questa cappella era destinata a San Giovanni Battista, come attesta l'iscrizione "Precursor Domini", e a Sant'Antonio da Padova.
L'altare è realizzato in gesso marmorizzato.
Sopra la porta di ingresso sporge la cantoria ove si trova l'organo, in stile ottocentesco.
All'interno vi sono anche un pulpito e un battistero ligneo racchiuso entro una grata di ferro.

#### Le pitture
Le pitture di questa chiesa sono state realizzate nel 1844 da Francesco Maria De Benedictis in stile d'ispirazione classicista. Raffigurano "L'ultima Cena", "La Presentazione di Gesù al Tempio" e "Cristo caccia i mercanti dal Tempio", siti rispettivamente nella parete di fondo e nelle pareti laterali dell'altare centrale.
L'ultima Cena
Questo quadro è una copia dell'ultima cena di Leonardo da Vinci con un'unica variante: l'aggiunta di un paesaggio evanescente che si intravede oltre le finestre site sulla parete di fondo.
Presentazione di Gesù al Tempio
Il pittore pone al centro della scena il vegliardo Simeone il Giusto con in braccio Gesù Bambino che, mentre sgambetta allunga la manina verso sua Madre. Vicino a Maria vi è San Giuseppe che porta in dono le due colombe che la legge ebraica imponeva di offrire a chi portasse al tempio il proprio primogenito come dono a Dio. La profetessa Anna è raffigurata con un manto marrone.
Cristo caccia i mercanti dal tempio.
Gesù, raffigurato furente perché hanno trasformato il tempio in "spelonca", caccia i mercanti con delle cordicelle.
Via Crucis
Ai lati della navata vi sono le stazioni della Via crucis che De Benedictis dipinse nel 1844.
Trionfo in cielo di San Nicola di Bari
Sulla volta vi è un affresco di D'Agostino. L'affresco si rifà alla scuola veneta del '700 e rappresenta il "Trionfo in cielo di San Nicola di Bari". Il quadro è suddiviso in tre livelli.
Su di una nuvola con riflessi dorati è assiso Gesù che abbraccia la croce affiancato da Dio. Sopra di essi vi è la colomba dello Spirito Santo. Poco più in basso vi è la Madonna vestita di un manto azzurro. Più in basso un angelo che porta un giglio. Tutto intorno vi sono degli angeli.
Nella zona centrale vi è San Nicola di Bari con lo sguardo verso la Trinità, ai lati vi sono degli angeli musicanti.
Più in basso vi sono Lazzaro, vestito di bianco, il ricco Epulone e i diavoli che cadono nell'inferno.

#### Le opere di scultura
Le cappelle ai lati ospitano le statue eponime della cappella, tra cui la statua di San Giuseppe risalente al XVII secolo presenta delle "conocchie" riconducibili alla iconografia devozionale napoletana.
Nell'abside vi sono altre statue di San Nicola di Bari e di San Rocco mentre le pareti sono adornate di tre tele. Inoltre, sotto l'altare dell'Addolorata vi è la statua del Cristo morto.
Trattasi di manifatture che richiamano l'epopea sei-settecentesca del presepe napoletano. Infatti le statue lignee sono state sostituite con delle altre con altre statue, sempre lignee e cave, proprio come molte statuette per il presepio, scolpite solamente nella parte esterna, quella visibile, per essere trasportate nelle processioni. Queste opere sono opera di esperti artigiani locali.
Tra le opere minori vi è un crocifisso ligneo della prima metà del XVI secolo restaurato più volte nel corso del tempo.

## Fonti
- Sito sulla chiesa, su villasantamaria.com. URL consultato il 28 settembre 2007 (archiviato dall'url originale il 27 ottobre 2007).
- Raffaele Giannantonio, La chiesa parrocchiale di San Nicola, 34-38
- Gabriella Di Cicco, Le opere di pittura, 38-41
- Francesca Fraticelli, Le opere di scultura, 42